# Sumner (Missouri)
Sumner – miasto w Stanach Zjednoczonych, w stanie Missouri, w hrabstwie Chariton.